# Kerstin Nilsson (författare)
Kerstin Nilsson född 1948 i Ronneby, är en svensk författare, konstvetare och lågstadielärare.

## Priser och utmärkelser
- Carl von Linné-plaketten 1999